# Kieturwłoki
Kieturwłoki (lit. Keturvalakiai) – miasteczko na Litwie w okręgu mariampolskim w rejonie Wyłkowyszki, położone ok. 14 km na zachód od Mariampola, siedziba starostwa Kieturwłoki. Zlokalizowane przy drodze Wyłkowyszki-Kalwaria nad rzeką Szejmeną. Znajduje się tu poczta, kościół parafialny i cmentarz.
Za Królestwa Polskiego siedziba wiejskiej gminy Karkliny.